# Quilmes Rock
Quilmes Rock est un festival de rock annuel parrainé par Cervecería Quilmes et organisé en Argentine. Il fait participer des artistes argentins et internationaux.

## Histoire
La première édition du festival s'effectue en 2003, le mercredi 24 septembre, sur le champ auxiliaire de River Plate. À cette édition, des artistes tels que Luis Alberto Spinetta, Gustavo Cerati, Árbol, Divididos, Celeste Carballo, et Las Pelotas se distinguent, aux côtés de groupes invités Café Tacuba et Die Toten Hosen.
Le 1er octobre 2004 se déroule la deuxième édition du festival, avec une croissance notable de l'organisation, de la ponctualité, du choix du lieu (l'Estadio Ferrocarril Oeste) et de la sécurité. Il rassemble une grande variété d'artistes locaux tels que  Bersuit, Los Auténticos Decadentes, La Mississippi, Las Pelotas, Divididos, Los Piojos, Intoxicados, Kapanga, León Gieco, Tan Bionica, Luis Alberto Spinetta, Fito Páez, Rata Blanca, Cuentos Borgeanos et Charly García, et des groupes internationaux comme Molotov, Café Tacuba, Os Paralamas, The Offspring et The Wailers.
En 2005, le festival Quilmes Rock reste sans sponsor, et sa place est occupée par des alternatives telles que les festivals Pepsi Music, Monsters of Rock, et BUE.
En 2011, le festival se déroule au Club GEBA, avec la fermeture de Ciro et Los Persas. En 2012, le festival présente les Foo Fighters et Arctic Monkeys, en plus de Jauría, Catupecu Machu et Massacre.